# توسيع الاتحاد الأوروبي

أراضي الدول الأعضاء في الاتحاد الأوروبي (التي عرفت بالجماعة الأوروبية قبل 1993), تظلل وفقاً لتاريخ الانضمام (الأقاليم خارج النطاق الأوروبي غير معروضة)

توسعَ الاتحاد الأوروبي عددًا من المرات عبر تاريخ وجوده عن طريق انتساب دول أعضاء جديدة إلى الاتحاد. كي تنضم دولة ما إلى الاتحاد الأوروبي، عليها استيفاء الشروط السياسية والاقتصادية التي يُطلق عليها اسم شروط كوبنهاغن (نسبة إلى قمة كوبنهاغن التي عُقدت في شهر يونيو من عام 1993)، وذلك يعني امتلاك الدولة حكومة ديمقراطية مستقرة تحترم سلطة القانون، والحريات والمؤسسات المنسجمة مع قانون الدولة. بناءً على معاهدة ماستريخت، فانضمام دولة ما إلى الاتحاد يتطلب موافقة البرلمان الأوروبي وكلّ دولة عضو في الاتحاد. يُشار إلى عملية التوسع تلك أحيانًا بـالتكامل الأوروبي. يُستخدم المصطلح أيضًا للدلالة على تزايد التعاون المشترك بين دول الاتحاد الأوروبي الأعضاء، بينما تعمل حكومات تلك الدول على الموائمة بين قوانينها وقوانين الاتحاد بشكل تدريجي.
تأسست السوق الأوروبية المشتركة، المشروع الذي سبق قيام الاتحاد الأوروبي، من طرف الدول الست عام 1958 إثر اتفاقية روما. ومنذ ذاك الحين، تزايد عدد أعضاء الاتحاد الأوروبي ليصل اليوم إلى 28 دولة، وكانت كرواتيا آخر دولة تنضم للاتحاد في شهر يوليو من عام 2013. أما آخر توسع جغرافي للاتحاد الأوروبي، فكان ضم جزيرة مايوت عام 2014. أبرز المرات التي تقلصت فيها حدود الاتحاد الأوروبي الجغرافية، والسوق التي سبقت إنشاء الاتحاد، عندما انسحبت الجزائر عقب استقلالها عام 1962، وخروج غرينلاند عام 1985.
منذ عام 2019، دارت مفاوضات لضم صربيا (منذ عام 2014) ومونتينيغرو (منذ عام 2012) وتركيا (منذ عام 2005). تُعتبر صربيا ومونتينيغرو من أوائل الدول المرشحة لعضوية الاتحاد الأوروبي، وفقًا لأقوال رئيس المفوضية الأوروبية يان كلود يونكر ومفوض سياسة الجوار ومحادثات التوسع الأوروبية يوهانس هان، فتوقعا انضمام الدولتين إلى الاتحاد بحلول عام 2025، خلال الولاية الجديدة للمفوضية الأوروبية. جرت أيضًا محادثات مع تركيا للانضمام إلى الاتحاد، لكن وتيرة تلك المحادثات أبطأ، خاصة بعد محاولة الانقلاب التي جرت في تركيا عام 2016، والتي أدت إلى اعتراض الاتحاد الأوروبي على استجابة الحكومة التركية على عملية الانقلاب.

## الشروط
وفقًا لمعاهدات الاتحاد الأوروبي، فالعضوية ضمن الاتحاد متاحة لـ «أي دولة أوروبية تحترم القيم المُشار إليها في الفقرة 2 وتلتزم بتطوير تلك القيم. القيم المذكورة في الفقرة 2 هي «احترام كرامة الإنسان والحرية والديموقراطية والمساواة وحكم القانون واحترام حقوق الإنسان، يشمل ذلك حقوق الشخص بالانتماء إلى الأقليات». جاءت تلك القيم «شروط كوبنهاغن» عام 1993، واتُفق عليها باعتبار أن الكثير من دول الكتلة الشرقية السابقة ستقدّم طلبًا للانضمام:
«تتطلب العضوية من الدولة المرشحة تحقيق استقرار في المؤسسات التي تضمن الديموقراطية وحكم القانون وحقوق الإنسان، وتحترم الأقليات وتدافع عنها، وتضمن امتلاك اقتصاد السوق الفعال بالإضافة إلى قدرتها على التعامل مع الضغط التنافسي وقوى السوق الأخرى ضمن الاتحاد. من المفترض أن تكون الدولة المُرشحة للعضوية قادرة على تنفيذ التزامات العضوية، والتي تشمل الالتزام بالأهداف السياسية والاقتصادية والوحدة النقدية للاتحاد الأوروبي» –مُقتبس عن استنتاجات رئاسة كوبنهاغن
في شهر ديسمبر عام 1995، نقّح مجلس مدريد الأوروبي شروط العضوية ليشمل شروطًا من أجل تكامل الدول الأعضاء عبر تعديل البنى الإدارية في الاتحاد بشكل مناسب: فبما أن تشريعات المجلس الأوروبي تنعكس على تشريعات الدول الأعضاء، فمن المهم جدًا إعادة تنقيح التشريعات والقوانين الوطنية للدول كي تُطبق بشكل فعال من طرف البنى الإدارية والقضائية المناسبة.
أخيرًا، هناك شرط أو مطلب أخير ينص على وجوب اتخاذ الإجراءات القضائية المناسبة من طرف الدول الأعضاء كي تتناسب قوانينها مع هيكل القانون الأوروبي المُركب على مر تاريخ الاتحاد، والمعروف بـ Acquis communautaire أو «تشريعات الاتحاد الأوروبي».

## عملية الانضمام
تتم عملية الانضمام وفق سلسلة من الخطوات الرسمية، بدءًا باتفاقية ما قبل الانضمام وانتهاءً بإقرار معاهدة الانضمام النهائية. تكون المفوضية الأوروبية مسؤولة بشكل أولي عن ترأس تلك الخطوات (توسع الاتحاد وتوسع المديرية العامة)، لكن المفاوضات الفعلية تُجرى عمليًا بين الدول الأعضاء في الاتحاد والدولة المرشحة.
توقع الدولة الراغبة بالانضمام على اتفاقية الانضمام (أو المشاركة) عادة كي تحصل على المساعدة للترشح ونيل العضوية. لا تلبي معظم الدول الشروط حتى تبدأ بالمفاوضات قبل التقدم بطلب العضوية، لذا تحتاج تلك الدول إلى العديد من السنوات كي تتحضر للعملية. فاتفاقية المشاركة تساعد الدولة من أجل التحضير لهذه الخطوة الأولى.
في حالة دول البلقان الغربية، تُجرى عملية خاصة–تُعرف بعملية المشاركة والاستقرار–للتعامل مع الظروف الخاصة بتلك الدول.
عندما تتقدم دولة ما بطلب رسمي للحصول على العضوية، يطلب المجلس من المفوضية تقديم رأيه بخصوص جاهزية الدولة كي تبدأ المفاوضات. بإمكان المجلس رفض أو قبول رأي ومقترحات المفوضية (رَفض المجلس في إحدى المرات رأي المفوضية عندما نصحت الأخيرة بعدم بدء المفاوضات مع اليونان).
إذا وافق المجلس على بدء المفاوضات، تبدأ عندها عملية التصفية. فيفحص المجلس والدولة المُرشحة القوانين التي تبنتها الأخيرة، ثم تُقارن مع قوانين الاتحاد الأوروبي، وتُحدد الفروق الموجودة بين الاثنين. ثم ينصح المجلس ببدء المفاوضات حول «فصولٍ» من القانون، عندما يشعر المجلس بوجود أرضية مشتركة وكافية لبدء مفاوضات بناءة. تدور المفاوضات عادة حول الأمور التي تقدمها الدولة المرشحة لإقناع الاتحاد الأوروبي بأن قوانينها وقدرتها الإدارية كافية لتطبيق وتنفيذ القانون الأوروبي، والذي يُطبق وفقًا لما تراه الدول الأعضاء. يشمل ذلك في العادة جدولًا زمنيًا قبل تطبيق تشريعات الاتحاد الأوروبي (تشريعات وتوجيهات ومعايير الاتحاد الأوروبي) بشكل تام.
يُغلق الفصل عندما يتفق الجانبان على أن الدولة المرشحة طبقته بشكل كافٍ، ولكن بالإمكان إعادة فتحه عندما ترى المفوضية أن الدولة المرشحة لم تمتثل لما وعدت به.
ترفع المفوضية الأوروبية تقاريرها السنوية للمجس الأوروبي لتقييم التقدم الذي حققته الدول المرشحة الساعية للانضمام إلى الاتحاد. تُعتبر تلك التقارير الأساسَ الذي يبني عليه المجلس آراءه بخصوص المفاوضات أو بخصوص توسيع العضوية لتشمل دول مرشحة أخرى.
عندما تنتهي المفاوضات، يوقع الطرفان على معاهدة الانضمام، ثم تقرها جميع الدول الأعضاء الأخرى في الاتحاد، بالإضافة إلى مؤسسات الاتحاد والدولة المرشحة نفسها. وعندما تكتمل هذه الإجراءات، تنضم الدولة المُرشحة إلى الاتحاد الأوروبي في التاريخ المتفق عليه والموضح في المعاهدة.
تستغرق العملية بأكملها، منذ تقديم طلب العضوية حتى الحصول عليها، نحو عقد من الزمن، على الرغم من الإجراءات تكون أسرع بالنسبة لدول أخرى مثل السويد وفنلندا والنمسا، والتي لم تستغرق سوى بضع سنوات. في المقابل، استغرقت العملية في بعض الأحيان، من تقديم الطلب واتفاقية المشاركة والانضمام الفعلي، وقتًا طويلًا وصل إلى عدة عقود من الزمن (فمثلًا، تقدمت تركيا بطلب للمشاركة منذ خمسينيات القرن الماضي، ولا تزال مفاوضات الانضمام جارية حتى اليوم).

### مثال
المثال التالي هو عن عملية انضمام إستونيا وحصولها على العضوية منذ عام 2004. تعتمد كل عملية ضم على الدولة المعنية، مثل: مدى اندماجها مع الاتحاد الأوروبي قبل الانضمام، ووضع اقتصادها والمؤسسات العامة، والمشاكل السياسية العالقة مع الاتحاد، وما كمية القوانين التي على الدولة اتباعها كي تماثل قوانين الاتحاد الأوروبي المبرمة على مر تاريخه. يشمل هذا الملخص عن الإجراءات خطوات اندماج أخرى على الدولة اتباعها حتى بعد حصولها على العضوية.

## التسلسل الزمني
- 1957 : الأعضاء المؤسسون الستة:  بلجيكا،  فرنسا،  إيطاليا،  لوكسمبورغ،  هولندا،  ألمانيا الغربية.
- 1962 : انسحاب  الجزائر بعيد استقلالها ورفضها الانضمام إلى السوق الأوروبية المشتركة.
- 1973 : انضمام  أيرلندا،  المملكة المتحدة،  الدنمارك (متضمنة  جرينلاند لكن بدون  جزر فارو).
- 1981 : انضمام  اليونان.
- 1985 : في الأول من فبراير انسحاب  جرينلاند بعد القيام باستفتاء في عام 1982.
- 1986 : انضمام  إسبانيا و البرتغال.
- 1990 : في الثالث من أكتوبر وبعد إعادة توحيد ألمانيا،  ألمانيا الشرقية تنضم إلى الاتحاد الأوروبي.
- 1995 : انضمام  النمسا،  فنلندا و السويد.
- 2004 : انضمام  قبرص،  إستونيا،  المجر،  لاتفيا،  ليتوانيا،  مالطا،  بولندا،  جمهورية التشيك،  سلوفاكيا،  سلوفينيا.
- 2007 : انضمام  بلغاريا،  رومانيا.
- 2013 : انضمام  كرواتيا.
- 2017 : انسحاب  المملكة المتحدة